# Le lunghe navi
Le lunghe navi (The Long Ships) è un film del 1964 diretto da Jack Cardiff. È ispirato al romanzo omonimo scritto dall'autore svedese Frans Gunnar Bengtsson nel 1941.

## Trama
Rolfe e Orm, due fratelli vichinghi, rubano la nave funeraria del re di Norvegia sequestrando sua figlia, la principessa Gerda e salpano alla ricerca di una campana d'oro di inestimabile valore, "La madre di tutte le voci". Durante la navigazione però lo sceicco Aly Mansuh cattura Gerda - della quale si innamora - e Rolfe, per costringere l'avventuriero a recuperare per lui la preziosa campana.

## Tagline
La tagline inglese era: The Viking Adventurers who challenged the seas... and conquered the world! (Gli avventurieri vichinghi che sfidarono i mari ... e conquistarono il mondo!)
Quello italiano era: Una grande avventura fra Mori e Vichinghi.